# ハスボー・タムガ

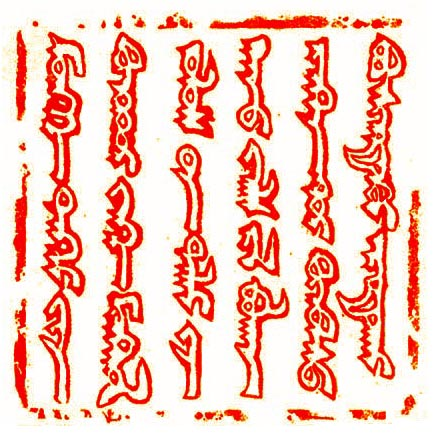
載録のモンゴル皇帝グユクがローマ教皇インノケンティウス4世に宛てた勅書に2ケ所捺されていたウイグル文字モンゴル語による印璽の朱印部分を複製したもの。

ハスボー・タムガ（モンゴル語: хасбуу тамга, 転写: qasbuu tamaγa）とは、チンギス・カンがカン位に即いた際に天（テングリ）から与えられたとされる印（タムガ）。モンゴル帝国のハスボ・タムガは継承されていないが、その印章はモンゴル人がローマ教皇庁に送った、モンゴル文字で書かれた文書を通じて保存されている。
この印章は中国史上の「伝国璽」と混同される。これは、元朝の成立後、元朝もいわゆる「伝国璽」を取得したと言われている一方で、清朝の皇帝ホンタイジは、自分が取得した「制誥之寶」が「伝国璽」であると主張した。『元史』によると本来の伝国璽は五代十国時代頃に紛失したが、元代の1294年に突然「発見」され、以後大元ウルスで用いられるようになったとされる。明朝が興って大元ウルスが北走した際にはウカアト・カアン（順帝）によってモンゴル高原に持ち去られ、モンゴル帝国最後の正統な君主であるエジェイ・ハーンがダイチン・グルン（清朝）に投降した際にホンタイジに捧げられた。
ただし、大元ウルス時代に用いられた伝国璽とホンタイジに捧げられた伝国璽では刻まれている文字が異なり、元代から清代に至るまで同一の「伝国璽」が存在したとは考えがたい。多くの研究者は「伝国璽」の真偽そのものよりも、「伝国璽」が「qasbuu tamaγa」としてチンギス・カン家の王権と結びつけられたことを重視する。本記事では、モンゴル社会においてチンギス・カン一族の王権と結びつけられ、モンゴル伝承の中に組み込まれた「ハスボー・タムガ（qasbuu tamaγa）」について解説する。

## 名称
ハスボー・タムガは史書によって様々な表記がなされており、『アルタン・トプチ (著者不明)』ではqan ejen-ü qas buu tamaγ-a、『蒙古源流』ではqas buu tamaγ-a、『アルタン・トプチ (ロブサンダンジン)』ではqan ejen-ü qasbuu tamaγ-aとそれぞれ表記されている。ハン＝エジェンとはすなわちチンギス・カンのことであって、日本のモンゴル史学者岡田英弘はqan ejen-ü qasbuu tamaγ-aを「皇祖の玉璽」と訳出している。「タムガ」はテュルク・モンゴル諸語で「印」を意味する単語で、古くは突厥の時代から用いられていた。
qasは「玉」を意味するモンゴル語だが、buuは本来モンゴル語にない単語で、漢語の「宝」をそのまま取り入れたものである。そもそもモンゴル語には「宝」を意味するerdeniという単語があり、ここでbuuという単語を用いるのはこれが漢語から輸入されたものであることを示している。漢文史料上では「伝国璽」を「玉宝」と表記することがあり、qasbuu tamaγ-aとはまさに「玉宝璽」をモンゴル語に直訳した単語であると考えられている。

## 漢文史料上での「伝国璽」

### 元代
大元ウルスにおいて、始めて伝国璽が発見されたのはクビライが死去した直後の1294年4月のことであった。モンゴル帝国を含む遊牧国家ではカアン（君主）が生前に後継者を指名するという慣習が存在せず、クリルタイ（一族会議）の選出によって次期君主を決めるという制度が定められていた。クビライの後継者としては嫡孫のカマラとテムルが最有力視されており、皇太子に封ぜられていたテムルが有利であったとはいえ、どちらが次期君主となるかは不明確であった。そんな最中、ジャライル国王家シディの家から「受天之命、既壽永昌」と刻まれた玉璽が発見され、監察御史の楊桓がこれを解読して失われた伝国璽であると結論づけ、御史中丞の崔彧がココジン・カトンに献上されることになった。ココジン・カトンは諸大臣の要請に従ってこれをテムルに授け、その後果たしてテムルはクリルタイで新たなカアンに選出されたという。
長年失われてきた伝国璽が次期皇帝選出の時期に突如として発見されたというのは不自然極まりなく、早くも明代の沈徳符が『万暦野獲編』において偽作であると論じている。楊桓・崔彧の属する御史台の長官（御史大夫）ウズ・テムルはクリルタイで最も強硬にテムルを支持した張本人であり、1294年の「伝国璽の発見」はウズ・テムル一派によるテムル即位への布石であったと考えられている。

### 明代
1368年、国号を大明とした朱元璋は徐達率いる北伐軍を派遣し、旧暦8月2日に大元ウルスの首都の大都は陥落した。しかし、時の皇帝ウカアト・カアンは身の回りの者とともに大都を脱出しており、モンゴル年代記は一致してこの時にウカアト・カアンが「玉璽を袖に入れて」大都を逃れたと記す。ウカアト・カアン北遷後の玉璽の行方は漢文史料側には全く記録されていないが、モンゴルが元末明初の混乱期を経て安定し始めた1410年代より明側の記録（主に『明実録』）に現れるようになる。
1388年にウスハル・ハーンがブイル・ノールの戦いで敗れた後、オイラト部を中心とするモンゴル高原西北の諸部族は連合してアリクブケ家の末裔のイェスデルを推戴して部族連合を形成し、モンゴル高原ではオイラト部族連合（＝ドルベン・オイラト、瓦剌）とモンゴル部族連合（＝ドチン・モンゴル、韃靼）という2大勢力が並立する時代が訪れた。1410年に永楽帝の親征によってモンゴル側の君主ペンヤシュリー・ハーンが敗れると、ハーンとその配下のアルクタイは仲間割れし、ペンヤシュリー・ハーンはオイラトに亡命した。この時に伝国璽はオイラトの側にもたらされたようで、アルクタイは同年末に永楽帝に使者を派遣して「オイラトが本当に明朝に帰附しようとするならば、『伝国之宝』を献上しているはずです（＝オイラトが明朝に帰附するというのは偽りに過ぎない）」と述べ、明朝とオイラトの対立を煽っている。
果たして、その2年後の1412年にオイラトのマフムードはペンヤシュリー・ハーンを弑逆して伝国璽を手に入れたことがオイラトのマフムードと、マフムードと対立するモンゴルのアルクタイの両方から明朝に報告が入った。これは、双方ともに明朝との協力体制を得るためにあえて伝国璽の存在に言及したのだと考えられている。
この後もモンゴルとオイラトの間で一進一退の攻防が続けられたが、遂にマフムードの子のトゴンの手によってアルクタイの率いる勢力はオイラト側に併合された。更に、トゴンの子のエセンはタイスン・ハーンを弑逆して「大元天聖大ハーン」を称したが、この時明朝に対して「伝国玉宝」を所有していることを誇っている。ところが、エセンはチンギス・カンの血を引かないのにハーンを称したことで支持を失い、僅か1年近くで地位を失って殺されてしまった。エセン死後に浮上してきたのがハラチン部のボライで、ボライは1457年に明朝に対して「宝璽」を献上することを申し出たが、明朝の側ではモンゴル側にある伝国璽が本物であるとは考えられず、また明朝には国書以来用いている宝璽があって、ボライの献上しようとする「宝璽」は必要ないと回答した。これ以後、漢文史料上にはモンゴル側の有する「伝国璽」の記録は見られなくなる。

## モンゴル年代記上の「ハスボー・タムガ」
16世紀後半よりモンゴル高原ではチベット仏教の浸透によって史書の編纂が行われるようになり、17世紀初頭には『アルタン・トプチ』や『蒙古源流』といったモンゴル年代記が相継いで登場した。モンゴル独自の伝承に基づいて編纂されたモンゴル年代記では、「伝国璽」は「ハスボー・タムガ（qasbuu tamaγa）」として漢文史料側とは異なる記録が残される。

### チンギス・カンとの結びつき
上述したように、ハスボー・タムガはモンゴル年代記においてqan ejen-ü qasbuu tamaγ-aとも表記され、しばしばチンギス・カンに結びつけて表記される。最も早期に編纂された『アルタン・トプチ (著者不明)』は「チンギス・カンが生まれた時、権威を持つ仏の命令によって龍王の所からその右手にqasbuu tamaγaを与えた」との記述があり、この時既にチンギス・カンの誕生とともにハスボー・タムガが与えられたという説話が成立していたことがわかる。
チンギス・カンの誕生とハスボー・タムガを結びつける説話を最も詳しく伝えるのが『アルタン・トプチ (ロブサンダンジン)』で、本書には以下のように記される。
この記述は全く史実とはかけ離れたものであるが、全てがロブサンダンジンの創作というわけでもない。まず、鳥が「チンギス」という称号を告げるモチーフはモンゴル帝国時代にアルメニア人が著した『矢を射る民の歴史』に見られ、また16世紀に中央アジアで編纂された『チンギズ・ナーマ』にも見られる。そもそも、モンゴル人自身の歴史観が反映される『集史』ではシャーマンのテブ・テングリ（天つ神巫）が神の言葉を受けて「チンギス」と命名したとされており、「鳥がチンギスという名を告げた」というのも「神意によってチンギスと名付けられた」ということの暗喩に他ならない。モンゴル年代記が編纂された頃はチベット仏教が隆盛した時代であり、「シャーマンがチンギスという名を授けた」という逸話が仏教的世界観から忌避されたために、鳥がチンギスと命名したという「鳴鳥伝説」が取り上げられるようになったのだろうとする説もある。
また、「最初に金璽が現れ、次に銀璽が現れ、最後に玉璽＝ハスボー・タムガが現れた」とする記述も、モンゴル帝国時代に「金（altan）」がチンギス・カン家と結びつけられて重視されていたことを踏まえると不自然である。実際に、『アルタン・トプチ (ロブサンダンジン)』よりも先に編纂された『アサラクチ史』では金璽と銀璽は登場せず、イェスゲイ・バアトルが石を割るとすぐにハスボー・タムガが現れたとし、「仏燈や線香に火をつけて祀る」という記述もない。これもまた、後世にハスボー・タムガが大ハーンの権威の象徴として見なされるようになった結果、生み出された伝承であると考えられる。
一方、『アルタン・トプチ』などとは系統の異なる『蒙古源流』ではコデエ・アラルでのハーンへの即位に際して「チンギス」の命名とハスボー・タムガの出現が起こったとされ、テムジン（チンギス・カン）の出生時に起こったとする『アルタン・トプチ』とは食い違う。また、『蒙古源流』はハスボー・タムガを「背に亀が彫刻され、その上に巻あう二つの龍のつま先まではっきりと彫られて」いると表現するが、これは『輟耕録』の描写とも合致し、『蒙古源流』の著者のサガン・セチェンがハスボー・タムガについてまた別系統の情報源を有していたことを示唆する。

### ハスボー・タムガ伝承の構築
『アルタン・トプチ』や『蒙古源流』といった17世紀に編纂されたモンゴル年代記ではハスボー・タムガをチンギス・カンの権威と結びつけ、チンギス・カン家の王権の象徴と見なす一方で、ハスボー・タムガ＝伝国璽の正確な由来が意識されてこなかった。しかし、18世紀に入ると清朝の統治下でモンゴル人知識人も漢文史料に接触するようになり、より史実に近い形でモンゴル史の叙述が行われるようになった。
18世紀前半に編纂された『アルタン・クルドゥン』は先行するモンゴル年代記と同じハスボー・タムガ伝承（鳥の飛び回る石からハスボー・タムガが生じ、鳥の鳴き声からチンギスと命名された）を記すが、その一方でハスボー・タムガについて下記のように記してもいる。
「璽を見つけて捧げ、本物であると確認した」という箇所は、テムル・オルジェイトゥ・ハーン（成宗）とトク・テムル・ジャヤガトゥ・ハーン（文宗）を取り間違えているとはいえ、まさに漢文史料が伝える1294年の「伝国璽の発見」を踏まえた記述である。この記述は厳密に考えると「チンギスの時代にハスボー・タムガがもたらされた」という記述と矛盾するが、『アルタン・クルドゥン』はこの点について深く言及しない。ただし、この記述は18世紀モンゴルの知識人が「チンギス・カン家の王権の象徴たるハスボー・タムガ」が「本来は中国に由来する、最終的には清朝皇帝に引き渡された伝国璽」であると認識していたことを示している。
また、西モンゴルのイシバルジョルは『仏教史』の中で更に進んでチンギス・カンにまつわるハスボー・タムガ伝承を事実ではないと論じている。これは、東モンゴルがチンギス・カン崇拝の伝統に強く拘束されていたのに対し、西モンゴルの知識人であるイシバルジョルは客観的に史実を分析できる立場にあったためと考えられている。